# Végétarisme aux États-Unis
Le végétarisme est une pratique alimentaire qui tend progressivement à prendre de l'importance aux États-Unis.

## Histoire
En 1838, une résolution décrivant un régime fait exclusivement de légumes, de féculents et de fruits avec une consommation de lait limitée comme « préférable à tout autre » a été présentée à la Convention américaine de la santé, mais il est difficile de savoir si cette résolution a été adoptée. En 1971, 1 % des citoyens des États-Unis se décrit comme végétarien.

## Statistiques
2018 : Selon une étude publiée en septembre 2018 par The Good Food Institute (GFI), une association qui promeut les produits de substitution aux aliments issus des animaux, les ventes d'aliments à base végétale remplaçant la viande, le poisson, les œufs ou les produits laitiers ont progressé de 17 % sur un an.
2013 : Une enquête menée par des Public Policy montre que 13 % des Américains se considèrent végétariens (6 %) ou végans (7 %). 
2012: un sondage de Gallup montre que 5 % des Américains s'identifient comme végétariens et 2 % comme végans.
2008: Harris Interactive montre qu'environ 10 % des adultes suivent un régime en grande partie lié au végétarisme, (dont 3,2 % végétalien et 0,5 % végan. 
2000: Zogby (en) rapporte que 2,5 % des répondants déclarent ne pas manger de viande ni de poisson, et 4,5 % ne pas manger de viande.
Beaucoup d'enfants aux États-Unis, dont les parents suivent des régimes végétariens, suivent eux-mêmes ces régimes en raison de croyances religieuses ou éthiques, pour l'environnement ou d'autres raisons. Une première estimation du gouvernement, portant sur des enfants âgés de 0 à 17 ans montre qu'un enfant sur 200 ne mange pas de viande,.
Les ventes d'aliments liés spécifiquement au végétarisme tels que le lait de soja et de protéines végétales texturées doublent entre 1998 et 2003 aux États-Unis, pour atteindre 1,6 milliard de dollars en 2003.